# Шорж (кантон)
Шорж (фр. Chorges) — кантон во Франции, находится в регионе Прованс — Альпы — Лазурный Берег, департамент Верхние Альпы. Входит в состав округа Гап.
Код INSEE кантона — 0507. Всего в кантон Шорж входит 8 коммун, из них главной коммуной является Шорж.

## Коммуны кантона
| Коммуна  | Население, чел. (1999) | Почтовый индекс | Код INSEE |
| -------- | ---------------------- | --------------- | --------- |
| Брезье   | 124                    | 05190           | 05022     |
| Прюньер  | 232                    | 05230           | 05106     |
| Ремоллон | 398                    | 05190           | 05115     |
| Рошбрюн  | 128                    | 05190           | 05121     |
| Руссе    | 176                    | 05190           | 05127     |
| Тею      | 156                    | 05190           | 05171     |
| Шорж     | 1 882                  | 05230           | 05040     |
| Эспинас  | 587                    | 05190           | 05050     |

## Население
Население кантона на 2007 год составляло 4 419 человек.
| 1962  | 1968  | 1975  | 1982  | 1990  | 1999  | 2006 | 2007  | 2008 |
| ----- | ----- | ----- | ----- | ----- | ----- | ---- | ----- | ---- |
| 2 144 | 2 749 | 2 719 | 2 898 | 3 112 | 3 683 | —    | 4 419 | —    |